# Collegio uninominale Toscana - 03 (Camera dei deputati 2020)
Il collegio elettorale uninominale Toscana - 03 è un collegio elettorale uninominale della Repubblica Italiana per l'elezione della Camera dei deputati.

## Territorio
Come previsto dalla legge n. 51 del 27 maggio 2019, il collegio è stato definito tramite decreto legislativo all'interno della circoscrizione Toscana.
È formato dal territorio di 26 comuni della provincia di Lucca: Altopascio, Bagni di Lucca, Barga, Borgo a Mozzano, Camporgiano, Capannori, Careggine, Castelnuovo di Garfagnana, Castiglione di Garfagnana, Coreglia Antelminelli, Fabbriche di Vergemoli, Fosciandora, Gallicano, Lucca, Minucciano, Molazzana, Montecarlo, Pescaglia, Piazza al Serchio, Pieve Fosciana, Porcari, San Romano in Garfagnana, Sillano Giuncugnano, Vagli Sotto, Villa Basilica e Villa Collemandina e da 13 comuni della provincia di Pistoia: Abetone Cutigliano, Buggiano, Chiesina Uzzanese, Lamporecchio, Larciano, Massa e Cozzile, Monsummano Terme, Montecatini-Terme, Pescia, Pieve a Nievole, Ponte Buggianese, San Marcello Piteglio e Uzzano.
Il collegio è parte del collegio plurinominale Toscana - 01.

## Eletti
| Elezione | Elezione | Deputato         | Partito           |
| -------- | -------- | ---------------- | ----------------- |
|          | 2022     | Riccardo Zucconi | Fratelli d'Italia |

## Dati elettorali

### XIX legislatura
Come previsto dalla legge elettorale, 147 deputati sono eletti con sistema a maggioranza relativa in altrettanti collegi uninominali a turno unico.
| Candidati                                 | Candidati                  | Voti    | %     | Liste                          | Voti    | %     |
| ----------------------------------------- | -------------------------- | ------- | ----- | ------------------------------ | ------- | ----- |
|                                           | Riccardo Zucconi ✔️ Eletto | 82 621  | 46,82 | Fratelli d'Italia              | 55 461  | 31,43 |
| Lega per Salvini Premier                  | Riccardo Zucconi ✔️ Eletto | 82 621  | 46,82 | 14 370                         | 8,14    |       |
| Forza Italia                              | Riccardo Zucconi ✔️ Eletto | 82 621  | 46,82 | 12 087                         | 6,85    |       |
| Noi moderati/Lupi - Toti - Brugnaro - UDC | Riccardo Zucconi ✔️ Eletto | 82 621  | 46,82 | 703                            | 0,40    |       |
|                                           | Serena Mammini             | 49 165  | 27,86 | Partito Democratico-IDP        | 35 852  | 20,32 |
| Alleanza Verdi e Sinistra                 | Serena Mammini             | 49 165  | 27,86 | 7 296                          | 4,13    |       |
| +Europa                                   | Serena Mammini             | 49 165  | 27,86 | 4 781                          | 2,71    |       |
| Impegno Civico - Centro Democratico       | Serena Mammini             | 49 165  | 27,86 | 1 236                          | 0,70    |       |
|                                           | Marco Cresci               | 17 962  | 10,18 | Movimento 5 Stelle             | 17 962  | 10,18 |
|                                           | Marco Remaschi             | 16 119  | 9,13  | Azione - Italia Viva - Calenda | 16 119  | 9,13  |
|                                           | Alessandro Balduini        | 3 537   | 2,00  | Italexit                       | 3 537   | 2,00  |
|                                           | Francesca Trasatti         | 3 034   | 1,72  | Unione Popolare                | 3 034   | 1,72  |
|                                           | Giorgio Bianchi            | 2 722   | 1,54  | Italia Sovrana e Popolare      | 2 722   | 1,54  |
|                                           | Luca Tomberli              | 1 312   | 0,74  | Vita                           | 1 312   | 0,74  |
| Totale                                    | Totale                     | 176 472 | 100   |                                | 176 472 | 100   |
|                                           |                            |         |       |                                |         |       |
| Schede bianche                            | Schede bianche             | 2 541   | 1,37  |                                |         |       |
| Schede nulle                              | Schede nulle               | 6 173   | 3,33  |                                |         |       |
| Votanti                                   | Votanti                    | 185 186 | 67,93 |                                |         |       |
| Elettori                                  | Elettori                   | 272 611 |       |                                |         |       |